# Polling im Innkreis
Polling im Innkreis é um município da Áustria localizado no distrito de Braunau am Inn, no estado de Alta Áustria.